# Pastorie van de kerk van de H.Joannes Evangelist
De Pastorie van de kerk van de Heilige Joannes Evangelist, beter bekend als de Plebanie, is de pastorie van de pastores van de Sint-Janskathedraal te 's-Hertogenbosch en is een rijksmonument.

## Geschiedenis
In de 18de en 19de eeuw was op dit adres een bank van lening gevestigd. Na de sluiting van de bank in 1852 en haar verhuizing naar de Schilderstraat werd het gebouw gedeeltelijk aangekocht door het kerkbestuur van de Sint-Jan en deze begonnen hier met de bouw van een pastorie. De oude pastorie was daarvoor gevestigd midden op de Parade. In 1855 werd onder leiding van architect J.J.H. Bolsius begonnen met de bouw. Een jaar later werd het gebouw voltooid en werd de pastorie in gebruik genomen. Tot op de dag van vandaag is het gebouw bewoond door de pastores van de kerk.

## Architectuur
Het gebouw is opgetrokken in Neogotische stijl en telt aan de straatzijde (Choorstraat) zeven vensters en aan de zijde van Parade vijf vensters. Deze vensters zijn ontleend aan de Tudorstijl. Tevens is het dak bedekt met Oegstgeester-dakpannen.

## Bekende bewoners
- Antoine Bodar